# Мохамед Халіль Джендубі
Мохамед Халіль Джендубі (араб. محمد خليل الجندوبي, нар. 1 червня 2002) — туніський тхеквондист, срібний призер Олімпійських ігор 2020 року, бронзовий призер Олімпійських ігор 2024 року, чемпіон Азії.

## Виступи на Олімпіадах
| Олімпіада  | Дисципліна | Місце |
| ---------- | ---------- | ----- |
| Токіо 2020 | до 58 кг   | 2     |
| Париж 2024 | до 58 кг   | 3     |